# Чубушник мелколистный
Чубушник мелколистный (лат. Philadelphus microphyllus) — кустарник, вид рода Чубушник (Philadelphus) семейства Гортензиевые (Hydrangeaceae).

## Разновидности
- Philadelphus microphyllus subsp. argenteus (Rydb.) C.L.Hitchc.
- Philadelphus microphyllus var. argyrocalyx (Wooton) Henrickson
- Philadelphus microphyllus var. crinitus (C.L.Hitchc.) B.L.Turner
- Philadelphus microphyllus subsp. pumilus (Rydb.) C.L.Hitchc.
- Philadelphus microphyllus var. stramineus (Rydb.) Henrickson

## Распространение и экология
Северная Америка.

## Ботаническое описание
Кустарник высотой до 150 см. Побеги сначала прижато-опушённые, позднее голые, блестящие, красно-бурые. Кора старых ветвей каштаново-бурая, растрескивающаяся и отслаивающаяся.
Листья эллиптически-яйцевидные до ланцетных, на вершине заострённые, с ширококлиновидным основанием, цельнокрайные, 1,25—2×0,6—1 см, голые или с обеих сторон щетинисто-опушённые.
Цветки белые, 2—2,5 см в диаметре, с тонким приятным ананасным ароматом, обычно одиночные на концах веточек. Чашелистики щетинистые или голые.
Цветение в июне — июле, семена созревают в августе — сентябре.

## В культуре
Интродуцирован в 1883 году. В СССР широко культивировался в садах и парках Европейской части Союза. В Санкт-Петербурге подмерзает, в Алма-Ате вполне зимостоек.